# روي نيريو
روي نيريو (بالبرتغالية: Rui Nereu‏) (4 فبراير 1986 في البرتغال - ) هو لاعب كرة قدم برتغالي في مركز حراسة المرمى. شارك مع منتخب البرتغال تحت 17 سنة لكرة القدم. أما مع النوادي، فقد لعب مع نادي أروكا ونادي أكاديميكا كويمبرا ونادي بنفيكا ونادي تونديلا ونادي فريموند ‏ وSC Mirandela ‏ وS.L. Benfica B ‏.

## وصلات خارجية
- روي نيريو على موقع قاعدة بيانات كرة القدم.إي يو (الإنجليزية)
- روي نيريو على موقع Soccerway.com (الإنجليزية)